# Vítonice, Znojmo
Vítonice là một làng thuộc huyện Znojmo, vùng Jihomoravský, Cộng hòa Séc.